# Gwen Bristow
Pour les articles homonymes, voir Bristow.
 (novembre 2017).
Si vous disposez d'ouvrages ou d'articles de référence ou si vous connaissez des sites web de qualité traitant du thème abordé ici, merci de compléter l'article en donnant les références utiles à sa vérifiabilité et en les liant à la section « Notes et références ».
Gwen Bristow est une écrivaine, scénariste et journaliste américaine née le 16 septembre 1903 à Marion (Caroline du Sud) et morte le 17 août 1980 à La Nouvelle-Orléans (Louisiane).

## Œuvres
- The Alien, and Other Poems (1926)
- The Invisible Host (1930)
- The Gutenberg Murders (1931)
- The Mardi Gras Murders (1932)
- Two and Two Make Twenty-two (1932)
- Plantation Trilogy : 
  - Deep Summer (1937)
  - The Handsome Road (1938)
  - This Side of Glory (1940)
- Gwen Bristow, A Self-Portrait (1940)
- Tomorrow Is Forever (1943)
- Jubilee Trail (1950)
- Celia Garth (1959)
- Calico Palace (1970)
- From Pigtails to Wedding Bells (1978)
- Golden Dreams (1980)

## Œuvres traduites en français
- Belles de Californie, Presses de la Cité, 1951
- La Treizième étoile, Presses de la Cité, 1960
- Au cœur de l'été, Fleuve noir, 1965
- La Gloire et son ombre, 1966
- Quand les barrages cèdent, Fleuve noir, 1966
- Le Château de cartes, Presses de la Cité, 1971